# Rytas Vilnius
Pour les articles homonymes, voir Lietuvos rytas.
Maillots
Le Rytas Vilnius est un club lituanien de basket-ball basé à Vilnius. Le club porte le nom d'un journal local qui est son principal sponsor.

## Historique
- Fondé en 1964, le Statyba Vilnius est une des gloires de l'URSS durant ses premières années.
- En 1997 le club change de nom pour Lietuvos rytas Statyba, avant que le terme Statyba ne disparaisse, ne laissant plus apparaître que le nom du journal de la ville, propriétaire du club.

Non qualifié d'office pour l'Euroligue 2013-2014, le Lietuvos rytas remporte le tournoi préliminaire et participe à la saison régulière de la compétition. En décembre 2013, l'entraîneur Dirk Bauermann est licencié par le club qui vient d'être éliminé de l'Euroligue lors de la saison régulière. Il est remplacé à titre intérimaire par Dainius Adomaitis. Peu après, Aleksandar Petrović est nommé entraîneur jusqu'à la fin de la saison.
La ville de Vilnius détient 25 % des parts du club. En juin 2017, des propos du président du club Gedvydas Vainauskas sont jugés racistes et sous pression du maire de la ville de Vilnius, Remigijus Šimašius, et de l'Euroligue, Vainauskas est remplacé à la présidence par Antanas Guoga.

## Palmarès
- Coupe ULEB / Eurocoupe (2)
  - Vainqueur en 2005 et 2009
  - Finaliste en 2007
- Champion de Lituanie (7) en 2000, 2002, 2006, 2009, 2010, 2022 et 2024
- Coupe de Lituanie (5) :
  - Vainqueur en 1998, 2009, 2010, 2016 et 2019
- Champion de la ligue NEBL : 2002
- Ligue baltique (3) : 2006, 2007, 2009
- BBL Cup (1) : 2008

## Joueurs célèbres ou marquants
- Šarunas Jasikevičius
- Arvydas Macijauskas
- Ramūnas Šiškauskas
- Robertas Javtokas
- Brad Newley
- João Paulo Batista
- Hollis Price
- Jared Jordan
- Nemanja Nedović
- Rimas Kurtinaitis
- Dainius Adomaitis
- Jonas Valančiūnas
- David Logan

## Logos

Historique des logos de Vilnius
Logo actuel